# Adelar Baruffi
Adelar Baruffi (ur. 19 października 1969 w Coronel Pilar) – brazylijski duchowny katolicki, biskup Cruz Alta w latach 2015–2021, arcybiskup metropolita Cascavel w latach 2021–2024. 

## Życiorys
12 stycznia 1995 otrzymał święcenia kapłańskie i został inkardynowany do diecezji Caxias do Sul. Pracował przede wszystkim jako rektor diecezjalnych seminariów. Był także regionalnym koordynatorem kursów teologiczno-biblijnych.
17 grudnia 2014 papież Franciszek mianował go biskupem diecezji Cruz Alta. Sakry udzielił mu 7 marca 2015 ordynariusz jego rodzimej diecezji Caxias do Sul - biskup Alessandro Carmelo Ruffinoni.
22 września 2021 został mianowany arcybiskupem metropolitą Cascavel, a 31 października 2021 kanonicznie objął urząd. 12 lutego 2024 papież Franciszek przyjął jego rezygnację z urzędu arcybiskupa metropolity Cascavel.